# 1990-Sick (Kill 'Em All)
«1990-Sick (Kill 'Em All)» — перший сингл американського репера Spice 1 з його четвертого студійного альбому 1990-Sick. Через надмірну кількість ненормативної лексики та висловів насильницького змісту відеокліпну версію значно змінено до невпізнання, якщо порівнювати альбомну версію без цензури. Версія треку без MC Eiht також потрапила до платівки.

## Чартові позиції
| Чарт                                | Найвища позиція |
| ----------------------------------- | --------------- |
| US Hot R&B/Hip-Hop Singles & Tracks | 91              |
| US Hot Rap Singles                  | 18              |